# ديانا نولان
ديانا نولان (بالروسية: Нолан, Деанна) مواليد 25 أغسطس 1979 في فلينت، هي لاعبة كرة سلة أمريكية/روسية بدأت مسيرتها الاحترافية في سنة 2001. تم اختيارها من قبل فريق ديترويت شوك خلال الدرافت. مثلت منتخب بلادها. فازت بلقب دوري المحترفات. شاركت 5 مرات في مباراة كل النجوم.

## روابط خارجية
- ديانا نولان على موقع الاتحاد الوطني لكرة السلة النسائية (الإنجليزية)
- ديانا نولان على موقع كرة السلة الأوروبية.كوم (الإنجليزية)
- ديانا نولان على موقع كلية كرة السلة في سبورتس رفرنس.كوم (الإنجليزية)
- ديانا نولان على موقع بروبوليرز (الإنجليزية)
- ديانا نولان على موقع سبورتس رفرنس (الإنجليزية)